# ال سالتو
ال سالتو (به اسپانیایی: El Salto) از شهرهای کشور مکزیک است که در ایالت خالیسکو قرار دارد و جمعیت آن طبق سرشماری سال ۲۰۱۰ میلادی ۱۳۲٬۰۸۴ نفر بوده است.